# ブリュッセル包囲戦
ブリュッセル包囲戦（ブリュッセルほういせん、英語: Siege of Brussels）はオーストリア継承戦争中の1746年1月から2月にかけて行われた、モーリス・ド・サックス率いるフランス軍による包囲戦。サックスはこの時代において大胆で革新的な冬季戦役を行ってオーストリア領ネーデルラントの首都ブリュッセルを包囲、占領した。
同盟軍のうちイギリス軍は1745年のジャコバイト蜂起の勃発、およびチャールズ・エドワード・ステュアートがプレストンパンズの戦いで勝利したことで帰国せざるを得ず、同盟軍はフランス軍を止めるだけの軍勢がなくなった。包囲が3週間続いたのち、ブリュッセルの城壁に突破口を2つ開けられると、オーストリアの駐留軍は2月22日に降伏した。
オーストリア領ネーデルラント総督のヴェンツェル・アントン・フォン・カウニッツ＝リートベルク伯爵は政府を北のアントウェルペンに移ることを余儀なくされた。包囲戦に敗北したことでオーストリアはイギリスとオランダがブリュッセルの守備に何ら貢献しなかったこともあり、2国との同盟の価値を疑問視した。10年後、カウニッツは英墺同盟を解消して積年の宿敵フランスと組み、仏墺同盟を締結した。
フランスはブリュッセルを占領した後、モンスやナミュールなどの要塞をつけざまに占領した。ブリュッセルは1748年のアーヘンの和約でオーストリア領ネーデルラント全体とともにオーストリアに返還されるまでフランスに占領され、和約が締結された後も1749年1月まで占領された。